# Antonio Amaya
Antonio Amaya Carazo (ur. 31 maja 1983 w Madrycie) – hiszpański piłkarz, środkowy obrońca. Obecnie występuje w Rayo Vallecano.

## Kariera
Amaya karierę piłkarską rozpoczynał w zespole CE L'Hospitalet. Następnie przeszedł do Rayo Vallecano, gdzie początkowo grał w zespole rezerw. W 2003 roku rozpoczął grać w pierwszej drużynie madryckiego klubu. Rok później zaliczył epizod na wypożyczeniu w SS Reyes.
14 sierpnia 2009 roku Amaya podpisał trzyletni kontrakt z angielskim Wigan Athletic. Tydzień później dołączył do niego jego klubowy kolega, Mohamed Diamé. W Wigan Amaya zadebiutował 26 sierpnia w meczu Pucharu Ligi z Blackpool. W meczu tym, zakończonym zwycięstwem jego klubu 4:1, strzelił jedną bramkę. W angielskim zespole Hiszpan nie był podstawowym zawodnikiem swojego klubu. Amaya rozgrywał natomiast spotkania w zespole rezerw. W 2010 roku został wypożyczony do Rayo Vallecano. Po roku pobytu w hiszpańskim zespole Amaya trafił do Betisu, gdzie podpisał trzyletni kontrakt. W czerwcu 2014 roku przeniósł się do Rayo Vallecano.

## Życie prywatne
Brat Amayi, Iván również jest piłkarzem.